# Leana Greene
Leana Greene, född Lena Ingela Charlotte Hall 13 juni 1966 i Örebro, är en svensk entreprenör och före detta fotomodell och sångerska med artistnamnet Leana.

## Biografi
Greene växte upp i Hägersten i Stockholm och flyttade som 16-åring till Paris där hon inledde en modellkarriär. År 1988 flyttade hon till Los Angeles där hon fortsatte med modellarbetet i 10 år. Musikkarriären inleddes med den eget skrivna showen The Swedish Diva Show som var en blandning av humor och musik. Hon uppträdde även på lokala jazzklubbar i Los Angeles som  Leana & The Russell Jackson jazz quartet. Första singeln "Dance With a Stranger", som vart årets låt på Pridefestivalen i Stockholm 2005, släpptes på det egna bolaget Swedish Diva Production och nådde bland annat 13:e plats på den svenska singellistan samt 9:e plats på Billboardlistan Hot Dance Club Songs. Debutalbumet Faith In Myself, som kom 2006 följdes upp av ytterligare ett par singlar samt ett nytt album 2008. 
Som entreprenör har Greene drivit ett bemanningsföretag för rättegångspersonal. Hon startade Swedish Diva Production 1998 och 2013 lanserad hon hemsidan kidsinthehouse.com som 2015 är världens största videodatabas bestående av 8000 rådgivningsvideor riktade till föräldrar. För hemsida blev hon 2013 och 2014 tilldelad Stewie Award och en Edison Award (brons) 2014.
Greene är även engagerad inom politik och välgörenhet.

## Diskografi

### Album
- 2006 - Faith In Myself[15]
- 2008 - Feel Me

### Singlar
- 2005 - "Dance With A Stranger"[a]
- 2006 - "Faith"[b]
- 2007 - "Embrace Me"[c]
- 2007 - "I Just Died In Your Arms Tonight (Part II)"
- 2008 - "Pack Your Bags"